# هانس جي. أدلر
هانس جي. أدلر (بالإنجليزية: Hans G. Adler) هو مروج موسيقى جنوب أفريقي، ولد في 1904 في ألمانيا، وتوفي في 1 فبراير 1979 في جنوب أفريقيا.